# Montreal Screwjob

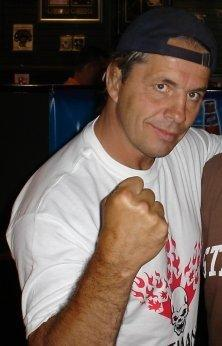
Poză a lui Bret Hart realizată în data de 24 iulie 2005 în Windsor, Ontario, la un eveniment de semnare de autografe.

Termenul Montreal Screwjob definește cel mai controversat incident din istoria wrestlingului modern, petrecut în meciul pentru centura WWF dintre Bret "The Hitman" Hart și Shawn Michaels din cadrul pay-per-view-ului Survivor Series din 9 noiembrie 1997, desfășurat în arena Molson Centre din Montreal, Canada.